# Dabke

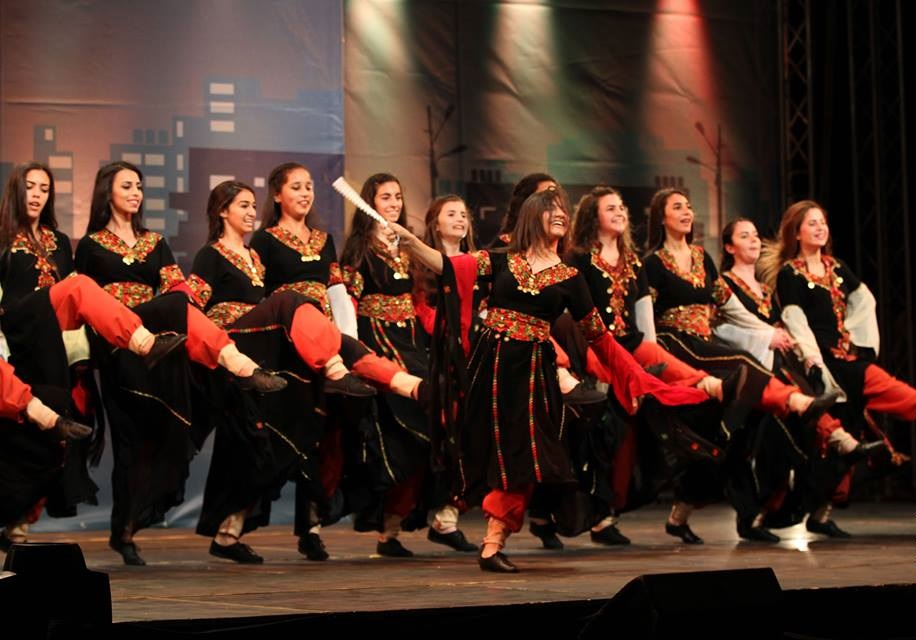
Palästinenserinnen tanzen Dabke

Die Dabke (arabisch دبكة, DMG dabka) ist ein orientalischer Folkloretanz, der in diversen Ländern des Nahen Ostens um das östliche Mittelmeer getanzt wird. Der eigentliche Ursprung ist nicht geklärt. Praktiziert wird der Tanz unter anderem in den Ländern Libanon, Türkei, Jordanien, Syrien, Palästina, Israel und Irak; im Irak wird der Tanz im Dialekt Chobi genannt, Hocharabisch jedoch ebenfalls als Dabka bezeichnet.
2023 wurde Dabke als traditioneller palästinensischer Tanz in die UNESCO-Liste des immateriellen Kulturerbes der Menschheit aufgenommen.

## Stil und Musik
Dabke wird gerne bei Familienfeiern, Hochzeiten, Beschneidungen, bei der Rückkehr oder Abreise von Reisenden, bei nationalen Feiertagen, getanzt. Es ist ein Reihentanz, der Kontakt ist entweder durch Halten der Hände oder auch Umfassen der Schultern.
Dabke bedeutet so viel wie ‚Mit-den-Füßen-auf-den-Boden-Stampfen‘. Beim Dabke werden als Rhythmusinstrumente eine Bechertrommel darbuka und eine große Zylindertrommel tabel (von arabisch tabl, allgemein „Trommel“) benutzt; der Trommler kann das Tanztempo erhöhen, indem er schneller und lauter trommelt. Man darf sich von der vermeintlichen Einfachheit des Tanzes nicht blenden lassen, denn die Schritte werden vom ersten Tänzer vorgegeben und vielseitig variiert. Traditionelle Melodieinstrumente sind die Doppelklarinette midschwiz, besonders in Ägypten die verwandte arghul oder die Längsflöte schabbaba. Im Irak spielen die zweifellige Zylindertrommel tabl und das konische Doppelrohrblattinstrument zurna (als tabl wa zurna) oder gelegentlich die Doppelklarinette mitbaj zusammen.
Ab den 1980er Jahren wurden auf manchen Veranstaltungen die akustischen Melodieinstrumente durch mit einigen Vierteltontasten für die arabische Musik brauchbar gemachte Keyboards ersetzt. Mit dem Einsatz dieser Synthesizer entstand das neue Genre elektro dabke. In den 1990er Jahren wurde in syrischen Städten ein new wave dabke genannter internationaler Popmusikstil eingeführt, bei dem Samples von Hip-Hop-Beats mit arabischen Musikinstrumenten wie der Langhalslaute buzuq, der Längsflöte nay und mit den üblichen Dabke-Instrumenten gemixt werden.

## Herkunft

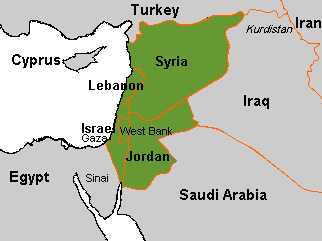
Die Region Levante, Herkunftsregion des Dabke

Man vermutet den Ursprung der Dabke in alten Zeiten, als die Häuser in den levantischen Dörfern noch aus Baumästen bestanden und mit Lehm bedeckt waren. Es war die Zeit vor den heutigen Ziegeldächern, da der Lehm durch Wind und Wetter in Mitleidenschaft gezogen war, musste er alljährlich vor Einbruch des rauen Winters erneuert werden. In der Dorfgemeinschaft, die keine abgrenzenden Gartenzäune, sondern gemeinsames Arbeiten schätzte, bat der jeweilige Hausbesitzer Nachbarn und Freunde um Hilfe. Die Männer hielten sich an den Händen und stampften den Lehm fest, um effektiv zu sein, musste dies natürlich in einem gemeinsamen Schritt und Rhythmus erfolgen. Als diese Arbeit später durch eine Steinrolle übernommen wurde, hatte sich die Tradition ihren Platz als Tanz schon erobert.

## Trivia
Im Jahr 2007 bildeten israelische Araber in Akkon eine Menschenschlange aus 2743 Personen, die 7 Minuten lang Dabke tanzten, womit der bisherige Weltrekord von 1700 Menschen in Toronto gebrochen wurde.